# روديسون فيريرا
روديسون فيريرا (15 فبراير 1983 في البرازيل - ) هو لاعب كرة قدم برازيلي في مركز الوسط. شارك مع منتخب البرازيل تحت 17 سنة لكرة القدم. أما مع النوادي، فقد لعب مع أوستينده وزولته فاريجيم ونادي أنجيه ونادي أو إف كيه بيوغراد ونادي الدفاع الجديدي ونادي بياترا نيامتس ونادي ساو باولو ونادي لوهافر ونادي ميلوز وSO Romorantin ‏ وجي اس سانت بيرويس ‏ وFC Dieppe ‏ وTuran Tovuz ‏ وبوراتس تشاتشاك ‏.

## وصلات خارجية
- روديسون فيريرا على موقع قاعدة بيانات كرة القدم.إي يو (الإنجليزية)
- روديسون فيريرا على موقع Soccerway.com (الإنجليزية)